# Скерішоара (комуна, Олт)
Скерішоара (рум. Scărișoara) — комуна у повіті Олт в Румунії. До складу комуни входять такі села (дані про населення за 2002 рік):
- Плевічень (800 осіб)
- Рударі
- Скерішоара (2490 осіб) — адміністративний центр комуни

Комуна розташована на відстані 130 км на захід від Бухареста, 51 км на південь від Слатіни, 71 км на південний схід від Крайови.

## Населення
За даними перепису населення 2002 року у комуні проживали 3290 осіб.
Національний склад населення комуни:
| Національність | Кількість осіб | Відсоток |
| -------------- | -------------- | -------- |
| румуни         | 3287           | 99,9%    |
| угорці         | 3              | 0,1%     |

Рідною мовою назвали:
| Мова      | Кількість осіб | Відсоток |
| --------- | -------------- | -------- |
| румунська | 3289           | > 99,9%  |
| угорська  | 1              | < 0,1%   |

Склад населення комуни за віросповіданням:
| Релігія       | Кількість осіб | Відсоток |
| ------------- | -------------- | -------- |
| православні   | 3284           | 99,8%    |
| баптисти      | 4              | 0,1%     |
| римо-католики | 1              | < 0,1%   |

## Зовнішні посилання
- Дані про комуну Скерішоара на сайті Ghidul Primăriilor